# Mercedes-Benz OM 5
Der OM 5 ist ein Dieselmotor der Daimler-Benz AG. Er wurde 1927 als Antrieb des Lastwagens L 5 vorgestellt, die Serienproduktion startete 1928. Die Nachfolgemodelle wurden ab 1932 produziert.
Der OM 5 ist ein Sechszylinder-Reihenmotor. Er ist ein Viertakt-Dieselmotor mit Vorkammereinspritzung, Wasserkühlung und Druckumlaufschmierung und seitlicher, stirnradgetriebener Nockenwelle und sieben Kurbelwellenlagern. Bohrung und Hub betragen 105 mm × 165 mm, dies ergibt einen Hubraum von 8572 cm3.

## Hintergrund
Die zuvor konkurrierenden Firmen Benz & Cie. und die Daimler-Motoren-Gesellschaft hatten bereits unabhängig voneinander Lastwagenmodelle der 5-Tonnen-Klasse entwickelt, die von Dieselmotoren angetrieben wurden. Die beiden Unternehmen fusionierten 1926 zur Daimler-Benz AG, die weiterhin Lastwagen herstellte. Der Dieselmotor hatte sich 1927 als Fahrzeugantrieb noch nicht durchgesetzt, das Motorenmodell OB 2 von Benz & Cie. etwa war nicht in bedeutender Stückzahl produziert worden. In der neuen Modellpalette der Daimler-Benz AG wurden die leichten und mittelschweren Lkw der 1,5-Tonnen- und 3,5-Tonnen-Klasse zunächst nur mit Ottomotoren angeboten. Der Lastkraftwagen L 5 der 5-Tonnen-Klasse war anfangs der einzige Lkw von Daimler-Benz, der mit Dieselmotor angeboten wurde. Wahlweise war weiterhin der Ottomotor M 36 mit 100 PS (74 kW) Leistung für diesen Lkw verfügbar.
Der Dieselmotor hat gegenüber dem Ottomotor den Nachteil, dass seine Hubraumleistung geringer ist. Von diesem Umstand profitierten Lkw-Hersteller in den 1920er-Jahren, die keinen Dieselmotor in ihren Fahrzeugen anboten. Ihre Fahrzeuge waren leistungsstärker als Dieselfahrzeuge mit gleichem Hubraum. Dem begegnete die Daimler-Benz AG mit dem OM 5. Der Vorstand beschloss die Entwicklung des Motors am 28. September 1925. Entwickelt wurde er maßgeblich von Hans Nibel und Fritz Nallinger. Zu den Vorgaben gehörten Bohrung und Hub von 105 mm × 165 mm, eine Leistung von 85 PS (63 kW) bei 1300/min und ein Rohölkraftstoffverbrauch von 200 bis 220 g/(PS·h) (272 bis 299 g/(kW·h)). Die Entwicklung war Anfang 1927 abgeschlossen. Erstmals der Öffentlichkeit wurde der Motor im Mai 1927 präsentiert, die beworbene Leistung betrug 75 PS (55 kW).
Die Entwicklung des Motors war möglich, da Bosch ab 1928 eine neue Reiheneinspritzpumpe in Serie produzierte, die einen Einspritzdruck von 950 psi (6,55 MPa) erreichte. Ferner hatten sich die Möglichkeiten zur Berechnung von Motoren verbessert. Der Motor erreichte einen für seine Zeit hohen mittleren Arbeitsdruck, dem der Motor nicht gewachsen war, was sich in „unüberschaubaren Schwierigkeiten“ und in „verminderter Haltbarkeit der Kolben“ äußerte. Theo Delfried Domina sieht darin eine thermische Überbeanspruchung des Motors. Beim Serienmodell wurde der mittlere Arbeitsdruck deshalb auf 4,74 bar (entspricht einem maximalen Drehmoment von 323 N·m bei 1300/min) gesenkt. Die Nennleistung reduzierte sich dadurch auf 60 PS (44 kW) bei einer Drehzahl von weiterhin 1300 min−1. Durch die Fortschritte der Dieselmotorentechnik konnten schon bald die Nenndrehzahlen auf mehr als 2000 min−1 gesteigert werden, wodurch höhere Nennleistungen erzielt wurden. Der OM 5 wurde schon 1932 vom OM 59 abgelöst. Auf diesem Motor basieren auch die leistungsgesteigerten Modelle OM 65 und OM 67.